# Fairmont (Oklahoma)
Fairmont – miasto w Stanach Zjednoczonych, w stanie Oklahoma, w hrabstwie Richmond.